# Pogoanele
Pogoanele (în trecut și Țuguiatu-Pământeni) este un oraș în județul Buzău, Muntenia, România, format din localitățile componente Căldărăști și Pogoanele (reședința). Are o populație de 6384 de locuitori (2021). Economia locală este predominant agricolă.

## Geografie

### Așezare
Orașul Pogoanele este așezat în Câmpia Română, în partea central-sudică a județului Buzău, în cadrul Câmpiei Bărăganului de Mijloc. Este străbătut de șoseaua națională DN2C, care leagă Buzăul de Slobozia. La Pogoanele, acest drum se intersectează cu șoseaua județeană DJ203I, care duce spre nord la Luciu și Cilibia (unde se termină în DN2B) și spre sud-vest la Scutelnici, Glodeanu-Siliștea și mai departe în județul Ialomița la Gârbovi și Manasia (unde se termină în DN2A). Tot la Pogoanele, din DN2C se mai ramifică și șoseaua județeană DJ203C, care leagă orașul spre vest de Brădeanu.
Orașul este situat la aproximativ 40 km de municipiul Buzău, iar partea sa sudică este străbătută de linia ferată ce leagă localitățile Urziceni și Făurei, aici fiind amplasată și gara Pogoanele (la 3 km de oraș).

### Climă
Clima orașului Pogoanele este temperat–continentală, specifică zonei de câmpie. Temperatura medie anuală a aerului este de 11,2°C iar a solului de 12,5°C. Temperatura medie a aerului în luna ianuarie este de -1,8°C iar în luna iulie este de 25,8°C în aer și 28 °C în sol. Numărul de zile tropicale pe an este cuprins între 46 zile. Numărul zilelor cu îngheț la sol este de 117 de zile pe intervalul friguros.
Umezeala aerului medie anuală relativă se situează la 74% și aceasta se realizează mai ales prin evapotranspirația plantelor și a solului. Există un depozit de umezeală care conduce la irigarea mai ales în timpul vegetației plantelor cultivate. Cantitatea medie anuală de precipitații atmosferice este de 450–500 mm/an. Precipitațiile sunt repartizate după cum urmează: primăvara 67,7 mm, vara 198,8 mm, toamna 109,5 mm și iarna 76,9 mm, iar grosimea stratului de zăpadă este de 3,3–11,9 cm.
Caracteristica zonei Bărăganului este lipsa acută de precipitații în anumite sezoane ale anului, care conduce la un mare deficit de umezeală în sol.

### Geomorfologie
Localitatea se caracterizează din punct de vedere geomorfologic ca fiind amplasată conform hărții geologice pe formațiuni cuaternare, predominant fiind nisipul de dună, acoperite cu o pătură de loess cu o grosime de 2–4 m.
Din punct de vedere al reliefului, orașul Pogoanele este situat în totalitate în zona de câmpie. Relieful zonei face parte din Câmpia Bărăganului, subunitatea Câmpul Pogoanele, întinzându-se până la Valea Călmățui. Suprafața câmpiei este relativ plană, cu zone foarte largi, ridicate sau coborâte, rezultate în special în urma acumulărilor eoliene. Din loc în loc pe suprafața câmpiei au apărut mici crovuri formate prin prăbușiri locale ale unor pachete de loess. În această zonă câmpia este situată pe interfluviul Călmățui–Ialomița, având înclinare pe direcția sud-est. Altitudinea absolută este cuprinsă între 79 m în vest și 63 m în est.

### Floră și faună
Vegetația corespunzătoare arealului Pogoanele este formată din stepă și silvostepă. Stepa este reprezentată prin plante ierboase ca păius, negară, pir crestat, colilie, șofran, maturi trifoi, măzăriche, tufisuri de porumbari, vișini de stepă, migdal pitic, răsură etc. Silvostepa este formată din stejarul pufos, stejarul brumariu, stejarul pedunculat, ulm, păr, păducel, măceș, lemn câinesc, porumbar, smiger, soc, mur.
Fauna este reprezentată prin șoarece de câmp, popândău, iepure, prepeliță, potârniche, graur, ciocârlie, dumbrăveancă, cioară de semănătură, porumbel, prigorie, vrabie, guguștiuc, lăcustă, cosași, greieri.

### Soluri
Solurile predominante în zona localității Pogoanele sunt cernoziomurile, acestea fiind cele mai fertile soluri din România. Cele mai răspândite sunt cernoziomurile levigate, urmate spre sudul zonei de cernoziomurile ciocolatii și castanii.
Ca resurse ale subsolului, amplasat în Câmpia Bărăganului, orașul Pogoanele dispune de structură de gaze în orizontul geologic C.

## Istorie
Satul Pogoanele a fost înființat în anul 1853, după ce Costea Musceleanu, proprietarul moșiilor Caragele și Țuguiatu a început să vândă țăranilor clăcași de pe moșie câte 5 pogoane de pământ în zona actualului oraș. Imediat, pe acele pogoane de pământ s-au stabilit 370 de familii, inclusiv venite din alte zone, înființând satul Pogoanele. Împroprietărirea din 1864 nu a mai dat nimic acestor țărani care erau deja proprietari, dar satul lor a devenit în curând unul dintre cele mai prospere din județ. La sfârșitul secolului al XIX-lea, Pogoanele era o comună rurală arondată plășii Câmpul din județul Buzău, fiind formată doar din cătunul de reședință, cu o populație de 4200 de locuitori. În comună funcționau două mori cu aburi, o școală mixtă cu 260 de elevi și 4 învățători (în 1899) și două biserici. 
În acea perioadă, satul Căldărăști forma o comună de sine stătătoare în aceeași plasă, cu o populație de 870 de locuitori; satul a fost grav afectat de un incendiu în 1880, dar în 1899 el avea o școală cu 47 de elevi (din care 2 fete) și o biserică.
În 1925, comuna Pogoanele avea 4812 locuitori, fiind reședința plășii Câmpul, în vreme ce comuna Căldărești avea 1385 de locuitori. În 1950, Pogoanele a devenit pentru scurt timp reședința raionului Pogoanele din regiunea Buzău, în care a fost inclusă și comuna Căldărăști; în 1952, ele au fost incluse în raionul Buzău din regiunea Ploiești. În 1968, comuna Căldărăști s-a desființat, satul fiind trecut în subordinea comunei Pogoanele, revenită la județul Buzău. Comuna Pogoanele a devenit oraș în 1989.

## Demografie
Componența etnică a orașului Pogoanele
     Români (86,29%)
     Romi (4,35%)
     Alte etnii (0,09%)
     Necunoscută (9,26%)
Componența confesională a orașului Pogoanele
     Ortodocși (89,68%)
     Alte religii (0,85%)
     Necunoscută (9,48%)
Conform recensământului efectuat în 2021, populația orașului Pogoanele se ridică la 6.384 de locuitori, în scădere față de recensământul anterior din 2011, când fuseseră înregistrați 7.275 de locuitori. Majoritatea locuitorilor sunt români (86,29%), cu o minoritate de romi (4,35%), iar pentru 9,26% nu se cunoaște apartenența etnică. Din punct de vedere confesional, majoritatea locuitorilor sunt ortodocși (89,68%), iar pentru 9,48% nu se cunoaște apartenența confesională.

### Evoluție istorică
La sfârșitul secolului al XIX-lea, cele două sate ale comunei aveau împreună circa 5000 de locuitori, chiar dacă Pogoanele fusese creat abia cu 50 de ani în urmă, iar Căldărăștiul a fost grav afectat de incendiul din 1880. În 1925, Anuarul Socec arată că această populație crescuse la peste 6000. La recensământul din 2002, populația a ajuns 7795, după care a început să scadă.
|  | Graficele sunt indisponibile din cauza unor probleme tehnice. Mai multe informații se găsesc la Phabricator și la wiki-ul MediaWiki. |

Date: Recensăminte sau birourile de statistică - grafică realizată de Wikipedia

## Politică și administrație
Orașul Pogoanele este administrat de un primar și un consiliu local compus din 15 consilieri. Primarul, Florin Dumitrașcu[*], de la Partidul Social Democrat, este în funcție din 2008. Începând cu alegerile locale din 2024, consiliul local are următoarea componență pe partide politice:
|  | Partid                          | Consilieri | Componența Consiliului | Componența Consiliului | Componența Consiliului | Componența Consiliului | Componența Consiliului | Componența Consiliului | Componența Consiliului |
|  | ------------------------------- | ---------- | ---------------------- | ---------------------- | ---------------------- | ---------------------- | ---------------------- | ---------------------- | ---------------------- |
|  | Partidul Social Democrat        | 7          |                        |                        |                        |                        |                        |                        |                        |
|  | Alianța pentru Unirea Românilor | 6          |                        |                        |                        |                        |                        |                        |                        |
|  | Partidul Național Liberal       | 2          |                        |                        |                        |                        |                        |                        |                        |

## Economie
În domeniul economic predomină societățile cu profil agricol—producție vegetală și industrializarea produselor agricole, la care se adaugă zonele de depozitare—rampe de depozitare și încărcare sfeclă și depozite mari de grâu, porumb, floarea soarelui și rapiță. Ramura conexă agriculturii, zootehnia este reprezentată în zonă de ferme organizate de bovine și crescători individuale de porcine, păsări dar mai ales ovine, caprine și bovine.
În cadrul orașului Pogoanele funcționează 108 societăți cu capital privat, o societate cu capital mixt și 25 de persoane fizice autorizate să desfășoare activități economice.

### Agricultură
Agricultura este principala ramură a economiei orașului, cu un aport de 45% la veniturile localității. Suprafața totală a localității Pogoanele este de 12.368 ha. Din această suprafață, 11.403 ha reprezintă terenurile agricole, iar 965 ha sunt suprafețe neagricole. Terenurile agricole au următoarea structură: arabil – 10.318 ha, pășuni – 511 ha, vii – 189 ha, livezi - 1 ha.
Componența terenurilor neagricole de la nivelul localității Pogoanele este următoarea: păduri – 439 ha, ape – 61 ha, terenuri neproductive – 22 ha, drumuri – 207 ha, construcții – 236 ha.
Principala ramură a agriculturii este cultura plantelor. Se cultivă pe suprafețe întinse cereale – grâu, porumb, orz, ovăz, mei și floarea-soarelui. Suprafețe mici sunt cultivate cu sfeclă de zahăr, leguminoase pentru boabe – mazăre, fasole, boabe, soia și tutun. Au dispărut însă din cultură cânepa și suprafețele cultivate cu vie nobilă. După 2004 au început să fie cultivate suprafețe întinse cu plante pentru semințe și plante medicinale.
Existența unui siloz în zona gării este deosebit de importantă. Aflat în posesia societății Agricover, acesta a fost recondiționat și colectează cantități importante din producția locală.
Cultura plantelor este completată de cultura pepenilor, tradițională în această zonă a județului și care a ocupat din an în an suprafețe mari. Se cultivă, dar pe suprafețe mai restrânse și plante furajere, în special lucerna. Cultura legumelor a început să dețină și ea suprafețe arabile în crestere, deși se practică la nivel de gospodării. Cele 189 ha de vie sunt în proprietate particulară și sunt reprezentate de soiurile hibride.
Producția de vin obținută este destinată exclusiv consumului din cadrul gospodăriilor. Creșterea animalelor s-a dezvoltat ca urmare a producțiilor bune de cereale, înregistrate anual. Totuși, majoritatea animalelor sunt crescute în gospodăriile private, obiectivele zootehnice existente la nivelul localității pană în 1990 fiind scoase din uz. Efectivele de animale numără 2000 de bovine, 900 de porcine, 5000 de ovine și 40.000 de păsări. De asemenea, în activitățile conexe agriculturii se înscriu și cele două mori și cele două brutării, cele două abatoare, mai multe puncte de colectare a laptelui și unitățile prestatoare de servicii în agricultură (la care se adaugă și deținătorii de utilaje, fără personalitate juridică, în număr relativ mare).
Terenul agricol, în totalitatea sa se află în proprietatea privată a cetățenilor, aceștia deținând de asemenea în totalitate terenurile ocupate cu vii, livezi și chiar o parte din terenurile neagricole și cele ocupate cu pădure. Restul terenurilor, în special cele neagricole, aparțin domeniului public sau privat al statului sau al unității administrativ teritoriale – teren aparținând statului fiind administrat de către unele instituții de stat: Regia Autonomă a îmbunătățirilor Funciare, Ocolul Silvic, etc. Sistemul de irigații cuprinde o suprafață amenajată la irigat de 2.278 ha.

### Industrie
Sectorul industrial are în acești ani un aport de 5% la economia locală. Unitățile existente pe platforma industrială a orașului Pogoanele s-au desființat sau și-au redus activitatea.
Ramura industrială a economiei locale este reprezentată de cele două turnătorii de feroase și neferoase, care furnizează locuri de muncă pentru 40–60 de persoane, dar care nu au flux continuu de operare. De asemenea mai există unitatea de confecții și mici unități de prelucrare primară a produselor animaliere—carne, lână, lapte, mici ateliere ce produc mobilier la comandă, brutării, secții de sifoane, unități de construcții civile, tâmplării metalice, secție drumuri cu stație bitum.
Meșteșugurile tradiționale de la nivel comunal au dispărut de-a lungul timpului. În intravilan se află unitățile industriale alimentare Romagribuz, fabrica de brânzeturi Zguras, unitatea Bachus, moara de mălai și făină, brutăria. În satul Căldărăști sunt moara și brutăria Agromec și un abator.

### Comerț
Activitățile comerciale reprezintă 35% din economia orașului Pogoanele. Pe plan local funcționează 48 de unități, care comercializează în proporție de 80% produse alimentare și numai 20% bunuri de larg consum. De asemenea există și un depozit de en-gros, piață agroalimentară și piață orașenească alături de piața obor – saptamânal (duminica), benzinărie etc.

## Personalități locale
- Ion A. Rădulescu-Pogoneanu (1870 - 1945), pedagog, membru corespondent al Academiei Române;
- Ion P. Elianu (n. 1919), matematician;
- Maria (Mimi) Podeanu (4 septembrie 1927 - 22 iunie 1975), artist decorator[18]
- Marian Ghiveciu (n. 1969), deputat.